# Jakub Příhoda
Jakub Příhoda (4. července 1746, Velké Meziříčí – 14. ledna 1824, tamtéž) byl moravský římskokatolický duchovní, dlouholetý farář v Netíně. Později farář a děkan ve Velkém Meziříčí a kanovník brněnské kapituly. Zakladatel farních kronik v Netíně a Velkém Meziříčí.

## Život
Narodil se ve Velkém Meziříčí a po studiích teologie byl v roce 1771 vysvěcen na kněze. Krátce působil jako kaplan v Moravanech u Brna a následně v téže funkci ve Velkém Meziříčí. Roku 1773 byl ustanoven farářem v Netíně. Do historie této farnosti se zapsal mimo jiné pořízením dvou bočních oltářů (svatého Vendelína a svatého Jana Nepomuckého) do farního kostela a zavedením farní kroniky. V Netíně působil celkem 35 let. Poté přešel na uvolněné místo faráře v rodném Velkém Meziříčí a zároveň byl jmenován děkanem velkomeziříčského děkanátu. 
Ve Velkém Meziříčí rovněž zavedl (do té doby zde neexistující) farní kroniku, pro jejíž strukturalizaci použil jako vzor kroniku, kterou dříve vedl na farnosti v Netíně. Ve velkomeziříčské farní kronice (i za pomoci svých kaplanů) zaznamenal poměrně nekriticky různé informace, které se mu podařilo sesbírat z historie města a farnosti. V blíže neurčeném roce byl brněnským biskupem jmenován kanovníkem brněnské katedrální kapituly. Zůstal však působit ve Velkém Meziříčí. Místním farářem a děkanem byl až do své smrti. Zemřel ve Velkém Meziříčí v lednu roku 1824.